# Thể thao dưới nước tại Đại hội Thể thao Bán đảo Đông Nam Á 1961
Môn thể thao dưới nước tại Đại hội Thể thao Bán đảo Đông Nam Á năm 1961 bao gồm các nội dung thi đấu bơi lội, nhảy cầu và bóng nước. Các môn thi đấu thuộc nhóm thể thao dưới nước được tổ chức tại thành phố Rangoon, Miến Điện (nay là Yangon, Myanmar). Các cuộc thi diễn ra trong khoảng thời gian từ ngày 12 đến ngày 15 tháng 12 năm 1961.

## Bơi lội
Nội dung của nam
| Nội dung                   | Vàng                         | Vàng    | Bạc                            | Bạc     | Đồng                                     | Đồng    |
| -------------------------- | ---------------------------- | ------- | ------------------------------ | ------- | ---------------------------------------- | ------- |
| 100 m tự do                | Miến Điện (BIR) Mya Thee     | 1:01.0  | Miến Điện (BIR) Aung Than      | 1:01.3  | Singapore (SIN) Eric Yeo                 | 1:01.06 |
| 200 m tự do                | Miến Điện (BIR) Tin Maung Ni | 2:13.9  | Miến Điện (BIR) Mya Thee       |         | Singapore (SIN) Tan Thuan Heng           | 2:19.5  |
| 400 m tự do                | Miến Điện (BIR) Tin Maung Ni | 4:39.6  | Singapore (SIN) Tan Thuan Heng | 4:56.4  | Miến Điện (BIR) Aung Than                |         |
| 1500 m tự do               | Miến Điện (BIR) Tin Maung Ni | 18:47.1 | Singapore (SIN) Tan Thuan Heng | 19:11.1 | Miến Điện (BIR) Aung Than                |         |
|                            |                              |         |                                |         |                                          |         |
| 100 m bơi ngửa             | Miến Điện (BIR) Chit Sein    | 1:13.0  | Malaysia (MAL) Lim Heng Chek   | 1:13.5  | Thái Lan (THA) Bhairoje Bochanasamburana | 1:13.9  |
| 200 m bơi ngửa             |                              |         |                                |         |                                          |         |
|                            |                              |         |                                |         |                                          |         |
| 100 m bơi ếch              |                              |         |                                |         |                                          |         |
| 200 m bơi ếch              | Việt Nam (VIE) Huỳnh Văn Hải | 2:50.9  | Singapore (SIN) Kenneth Kee    | 2:50.9  | Việt Nam (VIE) Trương Kế Nhơn            | 2:51.0  |
|                            |                              |         |                                |         |                                          |         |
| 100 m butterfly            | Việt Nam (VIE) Phan Hữu Đông | 1:09.6  | Singapore (SIN) Bernard Chan   | 1:10.6  | Miến Điện (BIR) Tin Maung Ni             |         |
| 200 m bơi bướm             |                              |         |                                |         |                                          |         |
|                            |                              |         |                                |         |                                          |         |
| 4 × 200 m tiếp sức tự do   | Miến Điện (BIR)              | 9:18.4  | Singapore (SIN)                | 9:35.0  | Malaysia (MAL)                           | 9:52.9  |
| 4 × 100 m tiếp sức hỗn hợp | Miến Điện (BIR)              | 4:46.7  | Singapore (SIN)                | 4:47.3  | Việt Nam (VIE)                           | 4:48.4  |

Nội dung của nữ
| Nội dung                   | Vàng                             | Vàng   | Bạc                              | Bạc | Đồng                                              | Đồng |
| -------------------------- | -------------------------------- | ------ | -------------------------------- | --- | ------------------------------------------------- | ---- |
| 100 m tự do                | Miến Điện (BIR) Myint Myint Khin | 1:19.5 | Miến Điện (BIR) Elizabeth Smyth  |     | Thái Lan (THA) Sirivum Vimolnoth                  |      |
| 200 m tự do                | Miến Điện (BIR) Elizabeth Smyth  | 2:55.0 | Miến Điện (BIR) Sylvia Thwin     |     | Thái Lan (THA) Sirivum Vimolnoth                  |      |
|                            |                                  |        |                                  |     |                                                   |      |
| 100 m bơi ngửa             | Miến Điện (BIR) Ma Myunt Khin    | 1:43.3 | Miến Điện (BIR) Sylvia Thwin     |     | Thái Lan (THA) Chongkoal Tavananaonta             |      |
|                            |                                  |        |                                  |     |                                                   |      |
| 100 m bơi ếch              | Miến Điện (BIR) Lillian Thwin    | 1:39.7 | Miến Điện (BIR) Myint Myint Khin |     | Thái Lan (THA) Chongkoal Tavananaonta             |      |
|                            |                                  |        |                                  |     |                                                   |      |
| 100 m bơi bướm             |                                  |        |                                  |     |                                                   |      |
|                            |                                  |        |                                  |     |                                                   |      |
| 4 × 100 m tiếp sức tự do   | Miến Điện (BIR)                  | 5:38.8 | Thái Lan (THA)                   |     | không trao huy chương (chỉ có 2 quốc gia tham dự) |      |
| 4 × 100 m tiếp sức hỗn hợp | Miến Điện (BIR)                  |        | Thái Lan (THA)                   |     | không trao huy chương (chỉ có 2 quốc gia tham dự) |      |